# ساموئل بکت

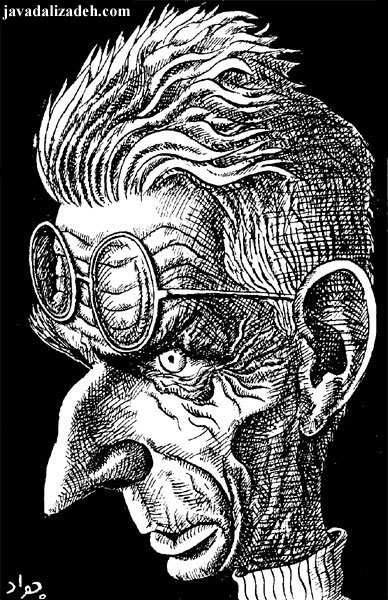
کاریکاتور بکت، اثر جواد علیزاده.

ساموئل بارکْلی بِکت (به ایرلندی: Samuel Barclay Beckett) (۱۳ آوریل ۱۹۰۶ – ۲۲ دسامبر ۱۹۸۹) نمایشنامه‌نویس، رمان‌نویس و شاعر اهل ایرلند بود.
او در ۱۹۶۹ به دلیل «نوشته‌هایش - در قالب رمان و نمایش - که در فقر معنوی انسان امروزی، فرارَوی و عروج او را می‌جوید»، جایزه نوبل ادبیات را دریافت نمود.
آثار بکت بی‌پروا، به شکل بنیادی کمینه‌گرا و بنابر بعضی تفسیرها در رابطه با وضعیت انسان‌ها عمیقاً بدبینانه‌اند. این حس بدبینی اغلب با قریحهٔ طنزپردازی قوی و غالباً نیش‌دار وی تلطیف می‌گردد. چنین حسی از طنز، برای بعضی از خوانندگان آثار او، این نکته را دربردارد که سفری که انسان به عنوان زندگی آغاز کرده‌است با وجود دشواری‌ها، ارزش سعی و تلاش را دارد. آثار اخیر او، بُن‌مایه‌های موردنظرشان را به شکلی رمزگونه و کاهش‌یافته مطرح می‌کنند.
برخی از آثار این نویسنده بزرگ به فارسی ترجمه شده‌است. سهیل سمی، وحید منوچهری، مهدی نوید، داوود رشیدی و نجف دریابندری از جمله مترجمان آثار بکت در ایران هستند.
«بکت در خانواده‌ای مرفه و مذهبی (پروتستان) بزرگ شده و تا اتمام تحصیلات دانشگاهی و شروع کارش به عنوان استاد هنوز باور مذهبی داشته‌است. پس از ترک قطعی محیط آکادمیک و مهاجرتش به پاریس، گسست از مذهب را در آثارش منعکس می‌کند. با اجرای در انتظار گودو در سال ۱۹۵۳ تماشاگر با اعلان جنگی شوک‌آور علیه خدا و مذهب روبرو می‌شود.» بکت در آثار دیگرش هم با طنز تندی به اصول کاتولیسیسم برخورد می‌کند.

## زندگی

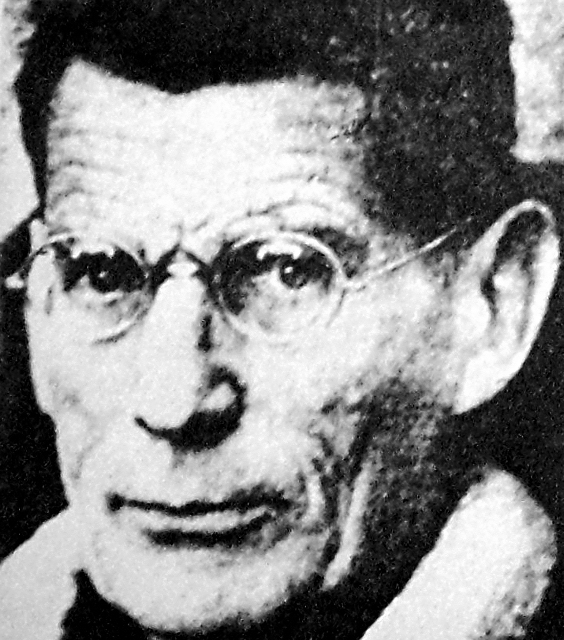
در سال ۱۹۷۰

ساموئل بارکلی بکت در ۱۳ آوریل ۱۹۰۶ در دوبلین متولد شد. خانواده‌اش پروتستان بودند، پدرش ویلیام، مادرش ماریا و برادرش فرانک نام داشتند. دوره ابتدایی را در زادگاهش سپری کرد و به واسطه علاقه‌اش به زبان فرانسه، در رشته ادبیات و زبان فرانسه ادامه تحصیل داد و در سال ۱۹۲۷ با درجه کارشناسی فارغ‌التحصیل شد.
در سال ۱۹۲۸ به پاریس رفت و به مدت دو سال در اکول نرمال سوپریور به تدریس مشغول شد. در همان زمان بود که با جیمز جویس آشنایی و رفاقت پیدا کرد. این آشنایی در شکل‌گیری استعداد او تأثیر چشمگیری داشت و به او کمک‌های زیادی کرد.
بکت شخصیتی منزوی داشت و از قیل و قال‌های رسانه ای به کلی دور بود. وقتی ناشرش ژروم لیندون در سال ۱۹۶۹، خبر جایزهٔ نوبل ادبیات بکت را از آکادمی سوئد دریافت می‌کند، در تلگرافی فوری به وی می‌نویسد: «به شما توصیه می‌کنم خود را مخفی کنید!» و بکت -که برای تعطیلات در تونس اقامت داشت- خود را برای مدتی در هتل مخفی می‌کند. لیندون به توصیهٔ بکت به جای او برای دریافت جایزه به استکهلم می‌رود و در سخنرانی‌اش از «پریشانی مطلق» نویسنده از دریافت جایزه می‌گوید. بکت می‌داند معروف شدن برایش گران تمام می‌شود چراکه او را در ورطه سرگیجه‌آور صنعت فرهنگ‌سازی رها می‌کند، و آثارش را به درجهٔ تقلیل یافته از کالاهای سرمایه‌داری تنزل می‌دهد.
او در ۲۲ دسامبر ۱۹۸۹ در ۸۳ سالگی درگذشت. مقبرهٔ وی در گورستان مون‌پارناس، پاریس واقع است.

## جنگ جهانی دوم و نهضت مقاومت فرانسه
پس از آن‌که آلمان نازی فرانسه را در ۱۹۴۰ اشغال کرد، بکت به نهضت مقاومت فرانسه پیوست و در نقش نامه‌بر کار کرد. وی طی دو سال بعد، چندین‌بار نزدیک بود توسط گشتاپو دستگیر شود. در اوت ۱۹۴۲، واحدش لو رفت و او به‌همراه سوزان برای امنیت به روستای کوچک روسیون، در بخش ووکلوز، فرار کرد. در دو سالی که بکِت در روسیون ماند، به‌طور غیرمستقیم به گروه‌های مقاومت زیرزمینی در خرابکاری علیه ارتش آلمان در کوه‌های ووکلوز یاری رساند، هر چند در اواخر عمر به‌ندرت در مورد فعالیت‌های دوران جنگ خود صحبت می‌کرد. وی به‌سبب تلاش‌هایش در مبارزه با اشغال آلمان، از دولت فرانسه مدال شجاعت و مدال قدرشناسی فرانسه را دریافت کرد؛ بااین‌حال، بکِت تا پایان عمر فعالیت خود با نهضت مقاومت فرانسه را به‌مثابه «کارهای پیشاهنگی» توصیف می‌کرد.
بکت درحالی‌که در روستای روسیون پنهان شده بود، کار روی رمان «وات» را ادامه داد. نگارش رمان را در ۱۹۴۱ آغاز کرد و در  ۱۹۴۵ به پایان ساند، اما تا ۱۹۵۳ منتشر نشد؛ بااین‌حال، پاره‌ای از آن در یک مجله‌ی ادبی در دوبلین به چاپ رسید. وی پس از جنگ در ۱۹۴۶ به فرانسه بازگشت و در بیمارستان صلیب سرخ ایرلند که در سن لو قرار داشت، مدیر انبار شد. بکِت تجربیات خود را در یک فیلمنامه‌ی رادیویی بدون پخش به نام پایتخت ویرانه‌ها شرح داد.

## شهرت: رمان‌ها و تئاتر
بکت در ۱۹۴۵ برای یک بازدید کوتاه به دوبلین بازگشت. طی اقامت خود، در اتاق مادرش تجربه‌ای دگرگون‌کننده داشت: مسیر آینده‌ی او در ادبیات برایش آشکار شد. وی احساس می‌کرد که تا ابد در سایه‌ی جویس باقی خواهد ماند و هرگز نمی‌تواند او را در کار خود شکست دهد. این مکاشفه، وی را برای تغییر مسیر و پذیرش هم بلاهت خودش و هم علاقه‌اش به نادانی و ناتوانی برانگیخت:
«درک کردم که جویس تا جایی که می‌شد در جهت دانستن بیشتر، و کنترل بر موادش پیش رفته بود. او همیشه چیزهایی اضافه می‌کرد؛ فقط کافی است به نسخه‌های اصلاح‌شده‌ی آثارش نگاه کنید تا این را ببینید. فهمیدم که راه من در تهیدستی، در کمبود دانش و در دور ریختن، در کاستن به جای افزودن است.»
جیمز نولسون استدلال می‌کند که «بکِت اصل جویسی را که دانستن بیشتر روشی برای درک خلاقانه‌ی جهان و کنترل آن بود، رد می‌کرد… در آینده، کار او بر نقصان، شکست، تبعید و فقدان تمرکز می‌کرد؛ همان‌طور که خودش می‌گفت، بر انسان به‌عنوان یک "نداننده" و به‌عنوان یک "نمی‌تواننده".» این مکاشفه «به‌درستی به‌عنوان یک نقطه‌ی عطف در کل حرفه‌ی او در نظر گرفته شده است». بکِت این تجربه را در نمایش «آخرین نوار کراپ» (۱۹۵۸) به‌شکلی داستانی نوشت. کراپ درحالی‌که به نوار ضبط‌شده‌ی خود در اوایل زندگی گوش می‌دهد، صدای خود جوان‌ترش را می‌شنود که می‌گوید «بالاخره برایم روشن شد که تاریکی‌ای که همیشه برای دور نگه داشتن آن تلاش می‌کردم، در واقع باارزش‌ترین…» در این لحظه، کراپ نوار را جلو می‌برد (قبل از این‌که تماشاگران بتوانند کل وحی را بشنوند). بکِت بعداً به جیمز نولسن توضیح داد که کلمات جاافتاده روی نوار «هم‌پیمان گرانبها» است.
در ۱۹۴۶، مجله‌ی «اعصار مدرنِ» ژان‌پل سارتر، بخش اول از داستان کوتاه بکِت با عنوان «پایان» را منتشر کرد، بدون این‌که متوجه شود بکِت فقط نیمه‌ی اول داستان را ارائه کرده است؛ سیمون دوبووار از انتشار بخش دوم خودداری کرد. بکِت همچنین شروع به نوشتن چهارمین رمان خود، «مرسیه و کامیه»، کرد که تا ۱۹۷۰ منتشر نشد. این رمان پیش از مشهورترین اثر او، نمایش «در انتظار گودو» (که مدت زمان کوتاهی بعد نوشته شد) خلق شد. مهم‌تر این‌که، «مرسیه و کامیه» اولین اثر بلند بکِت بود که به زبان فرانسوی، زبان اکثر آثار بعدی او، نوشته شد. آثار بعدی او با حمایت قاطعانه‌ی ژروم لیندون، مدیر انتشارات پاریسی او یعنی «مینویی»، از جمله سه‌گانه‌ی رمان‌های «مُلوی»، «مالون می‌میرد»، «ننامیدنی» منتشر شدند. بکِت با وجود این‌که انگلیسی زبان مادری‌اش بود، به فرانسوی می‌نوشت، زیرا، همان‌طور که خودش ادعا می‌کرد، به این ترتیب برایش راحت‌تر بود تا «بدون سبک» بنویسد.
نمایش «در انتظار گودو»، مانند اکثر آثار بکِت که پس از ۱۹۴۷ نوشته شد، ابتدا به فرانسوی به رشته‌ی تحریر درآمد. بکِت روی این نمایش بین اکتبر ۱۹۴۸ و ژانویه ۱۹۴۹ کار کرد. شریک زندگی‌اش، سوزان، نقش مهمی در موفقیت این اثر داشت. سوزان مدیر برنامه‌ی بکِت شد و دست‌نوشته را برای تهیه‌کنندگان متعددی فرستاد تا این‌که با روژه بلن، کارگردان آینده‌ی این نمایش، آشنا شد.
دانش روژه بلن درباره‌ی تئاتر فرانسه و دیدگاه او، در کنار درک بکِت از مفهوم و پیام نمایش، به‌طور قابل توجهی به موفقیت آن کمک کرد. ویویان مرسیه، منتقد مشهور، در مقاله‌ای به نقل از بسیاری کسان نوشت که بکِت «به یک ناممکن نظری دست یافته است؛ نمایشی که در آن هیچ اتفاقی نمی‌افتد، اما همچنان تماشاگران را میخکوبِ صندلی‌های‌شان می‌کند. به‌علاوه، از آن‌جایی که پرده‌ی دوم تکرار ظریف و متفاوتی از پرده‌ی اول است، او نمایشی نوشته است که در آن، هیچ اتفاقی، دو بار، نمی‌افتد.»
این نمایش در سال ۱۹۵۲ منتشر شد و برای نخستین‌بار در سال ۱۹۵۳ در پاریس به روی صحنه رفت؛ نسخه‌ی انگلیسی آن دو سال بعد اجرا شد. این نمایش در پاریس، هم از نظر منتقدان و هم از نظر عموم مردم، موفقیتی بحث‌برانگیز بود. این اثر در سال ۱۹۵۵ در لندن با نقدهای عمدتاً منفی افتتاح شد، اما با واکنش‌های مثبت هارولد هابسن در روزنامه‌ی ساندی تایمز و بعداً کنت تینان، جَو مثبت شد. پس از نمایش در شهر میامی، این نمایش با اجراهای فوق‌العاده موفق در ایالات متحده و آلمان، به‌شدت محبوب گشت. «در انتظار گودو» نمایشی محبوب است: نه‌تنها اجراهای مکرری دارد، بلکه الهام‌بخش نمایشنامه‌نویسان سراسر جهان بوده و هست. این تنها نمایشی است که بکِت هرگز دست‌نوشته‌ی آن را نه فروخت، نه اهدا کرد و نه به کسی داد. وی با ساخت فیلم از روی نمایشنامه مخالفت کرد، اما اجازه داد تا از تلویزیون پخش شود.
بکِت در طول دهه‌ی ۱۹۵۰ به یکی از چند بزرگسالی تبدیل شد که گاهی اوقات کودکان محلی را به مدرسه می‌رساند؛ یکی از این کودکان آندره روسی‌موف بود که بعداً با نام آندره‌ی غول، به یک کشتی‌گیر حرفه‌ای مشهور تبدیل شد. آن دو علایق مشترک غیرمنتظره‌ای داشتند و به عشق مشترک‌شان به کریکت پیوند خورده بودند. روسی‌موف بعدها به یاد آورد که هر دو به‌ندرت درباره‌ی چیز دیگری صحبت می‌کردند.
بکِت تمام آثار خود را به‌جز «مُلوی» که با همکاری پاتریک بُولز به انگلیسی برگرداند، شخصاً به انگلیسی نوشت. موفقیت «در انتظار گودو» باعث آغاز حرفه‌ای درخشان در تئاتر برای نویسنده‌اش شد. بکِت بعداً به نوشتن نمایش‌های بلند موفق از جمله «دست آخر» (۱۹۵۷)، «آخرین نوار کراپ» (۱۹۵۸)، «روزهای خوش» (۱۹۶۱) و «بازی» (۱۹۶۳) ادامه داد. در سال ۱۹۶۱، بکِت جایزه‌ی بین‌المللی ناشران فورمنتُر را به پاس قدردانی از کارش دریافت کرد، جایزه‌ای که در آن سال مشترکاً به او و خورخه لوئیس بورخس اهدا شد.

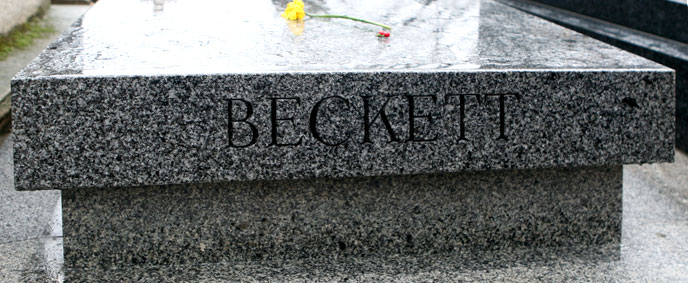
مزار ساموئل بکت در گورستان مونپارناس

دهه‌ی ۱۹۶۰ دوره‌ی تغییر برای بکِت بود، هم در سطح شخصی و هم در مقام یک نویسنده. وی در سال ۱۹۶۱ با سوزان در یک مراسم رسمی مخفیانه در انگلستان ازدواج کرد (مخفی بودن مراسم مربوط به قوانین ارث در فرانسه بود). موفقیت نمایش‌هایش منجر به دعوت‌هایی برای حضور در تمرین‌ها و اجراها در سراسر جهان شد و در نهایت به حرفه‌ی جدیدی به‌عنوان کارگردان تئاتر برای او منجر شد. در سال ۱۹۵۷، اولین سفارش خود را از بخش سوم بی‌بی‌سی برای نمایش رادیویی «همه‌ی افتادگان» دریافت کرد. وی همچنان به‌صورت پراکنده برای رادیو می‌نوشت و دامنه‌ی کار خود را به سینما و تلویزیون گسترش داد. از نو شروع به نوشتن به زبان انگلیسی کرد، هرچند تا پایان عمر همچنان به فرانسوی نیز می‌نوشت. در سال ۱۹۵۳ در نزدیکی دهکده‌ای حدود ۶۰ کیلومتری شمال شرقی پاریس، زمینی خرید و با کمک برخی از اهالی کلبه‌ای برای خود ساخت.
بکِت از اواخر دهه‌ی ۱۹۵۰ تا زمان مرگش، با باربارا بری، بیوه‌ای که ویراستار فیلمنامه برای بی‌بی‌سی بود، رابطه داشت. جیمز نولسن درباره‌ی آن دو می‌نویسد: «باربارا ریزنقش و جذاب بود، اما از همه مهم‌تر، بسیار باهوش و اهل مطالعه بود. به‌نظر می‌رسد بکِت بلافاصله جذب او شد و او نیز به بکِت. ملاقات آنان برای هر دوی‌شان بسیار بااهمیت بود، زیرا آغاز رابطه‌ای بود که در کنار رابطه‌ی او با سوزان، تا پایان عمرش دوام می‌آورد.» باربارا بری در ۲۵ فوریه‌ی ۲۰۱۰ در ادینبورگ درگذشت.
در سال ۱۹۶۹، رزا فون پراونهایم، فیلمساز آوانگارد، یک فیلم کوتاه تجربی درباره‌ی بکِت ساخت که آن را به اسم این نویسنده نامگذاری کرد.
بکِت در اکتبر ۱۹۶۹، در حالی که برای تعطیلات به‌همراه سوزان در تونس بود، متوجه شد که برنده‌ی جایزه‌ی نوبل ادبیات ۱۹۶۹ شده است. سوزان که پیش‌بینی می‌کرد همسر فوق‌العاده پنهان‌کارش از آن لحظه به بعد بار شهرت را به دوش خواهد کشید، این جایزه را یک «فاجعه» خواند. درحالی‌که بکِت وقت زیادی برای مصاحبه صرف نمی‌کرد، اما گاهی با هنرمندان، پژوهشگران و تحسین‌کنندگانی که در لابی ناشناس هتل پلِم سن‌ژاک در پاریس به‌دنبالش بودند، دیدار می‌کرد (همان‌جا که قرارهای ملاقاتش را می‌گذاشت و اغلب ناهارش را صرف می‌کرد) نزدیک خانه‌ی مون‌پارناس‌اش. اگرچه بکِت فردی بسیار پنهان‌کار بود، اما نقد روی فاستر بر دومین جلد نامه‌های او در شماره‌ی ۱۵ دسامبر ۲۰۱۱ مجله‌ی «نیو ریپابلیک»، نشان می‌دهد که بکِت نه‌تنها به‌طرز نامنتظره‌ای خوش‌اخلاق بود، بلکه اغلب برای صحبت درباره‌ی کارش و فرایند پشت پرده‌ی آن آمادگی داشت.
سوزان در ۱۷ ژوئیه ۱۹۸۹ درگذشت. بکِت که در خانه‌ی سالمندان بود و از بیماری آمفیزم و احتمالاً پارکینسن رنج می‌برد، چند ماه بعد، در ۲۲ دسامبر درگذشت. این دو در گورستان مون‌پارناسِ پاریس در کنار هم به خاک سپرده شدند و یک سنگ قبر ساده‌ی گرانیتی مشترک دارند که مطابق با دستورالعمل بکِت، «هر رنگی می‌تواند داشته باشد، به‌شرطی که خاکستری باشد».

## آثار
حرفه‌ی نویسندگی بکِت را به‌طور کلی می‌توان به سه دوره تقسیم کرد: آثار متقدم او، تا پایان جنگ جهانی دوم در سال ۱۹۴۵؛ دوره‌ی میانی او، که از ۱۹۴۵ تا اوایل دهه‌ی ۱۹۶۰ به طول انجامید، دوره‌ای که در آن وی مشهورترین آثارش را نوشت؛ و دوره‌ی پایانی‌اش، از اوایل دهه‌ی ۱۹۶۰ تا زمان مرگ بکِت در ۱۹۸۹، که در آن آثارش کوتاه‌تر شد و سبکش به سمت مینیمالیسم سوق پیدا کرد.

### آثار متقدم
به‌طور کلی پذیرفته شده است که نخستین آثار بکِت تحت تأثیر شدید آثار دوستش، جیمز جویس، شکل گرفته‌اند. این آثار پرمایه و پیچیده هستند و به‌نظر می‌رسد که نویسنده صرفاً برای خودنمایی دانش خود را به رخ می‌کشد، که منجر به چندین بخش مبهم می‌شود.
جمله‌های آغازین مجموعه‌ی داستان کوتاه «های بیش از هوی» (۱۹۳۴) نمونه‌ی قابل قبولی از این سبک را ارائه می‌دهد:
صبح بود و بلاکوا در بند اول از سرودهای ماه گیر کرده بود. او چنان در گل فرو رفته بود که نه می‌توانست به عقب برود و نه به جلو. بئاتریس سعادتمند هم آن‌جا بود، دانته هم بود، و او لکه‌های روی ماه را برای بلاکوا توضیح داد. او ابتدا جایی را که بلاکوا در آن اشتباه کرده بود به او نشان داد، سپس توضیح خودش را ارائه کرد. او آن را از خدا دریافت کرده بود، بنابراین می‌توانست روی دقیق بودن آن در تمامی جزئیات تکیه کند.
این بخش به «کمدی الهی» اثر دانته اشاره می‌کند، که می‌تواند خوانندگانی را که با آن اثر آشنایی ندارند، سردرگم کند. همچنین به جنبه‌هایی از آثار بعدی بکِت اشاره می‌کند: تحرک فیزیکی ضعیف شخصیت بلاکوا؛ غرق‌شدن شخصیت در ذهن و افکار خودش؛ طنز کمی تمسخرآمیز در جمله‌ی پایانی.
عناصر مشابهی در اولین رمان منتشر شده‌ی بکِت، «مرفی» (۱۹۳۸) هم وجود دارد، که همچنین به موضوعات جنون و شطرنج می‌پردازد (که هر دو به عناصر تکرارشونده در آثار بعدی بکِت تبدیل می‌شدند). جمله‌ی آغازین رمان، به زمینه‌ی بدبینانه و طنز سیاه حاکم بر بسیاری از آثار بکِت اشاره می‌کند: «خورشید می‌درخشید، چاره‌ای جز این نداشت، بر هیچ چیز جدیدی.» «وات»، که در دوره‌ای که بکِت در طول جنگ جهانی دوم در روستای روسیون پنهان شده بود نوشته شد، از نظر مضمون شباهت دارد، اما از نظر سبک، پرشورتر نیست. این رمان حرکت انسان را به گونه‌ای کاوش می‌کند که گویی یک جایگشت ریاضی است، که پیش‌درآمد دغدغه‌های بعدی بکِت، هم در رمان‌هایش و هم در آثار نمایشی‌اش، با حرکات دقیق است.
رساله‌ی «پروست» اثر بکِت در سال ۱۹۳۰، تحت تأثیر عمیق بدبینی آرتور شوپنهاور و توصیفات ستایش‌آمیز ریاضت‌کشی قدیسان قرار داشت. در این زمان، بکِت شروع به نوشتن خلاقانه به زبان فرانسوی کرد. در اواخر دهه‌ی ۱۹۳۰، تعدادی شعر کوتاه به آن زبان نوشت و کم‌مایگی آن‌ها (در تضاد با تراکم اشعار انگلیسی او در همان دوره، که در مجموعه «استخوان‌های اِکو و رسوب‌های دیگر» (۱۹۳۵) گردآوری شده‌اند) به‌نظر می‌رسد نشان می‌دهد که بکِت، حتی از طریق زبان دیگری، در حال ساده‌سازی سبک خود بود، تغییری که در «وات» نیز مشهود است.

### دورهٔ میانی
پس از جنگ جهانی دوم، بکِت به‌طور قطعی زبان فرانسوی را به‌عنوان وسیله‌ی بیان خود برگزید. این انتخاب، به‌همراه «تجربه‌ی دگرگون‌کننده» ای که در اتاق مادرش در دوبلین داشت (تجربه‌ای که در آن متوجه شد هنر او باید ذهنی و کاملاً از دنیای درونی خودش نشأت بگیرد) منجر به آثاری شد که امروزه بیش از همه به سبب آن‌ها به یاد بکِت هستیم.
بکِت در طول ۱۵ سال پس از جنگ، چهار نمایش بلند مهم خلق کرد: در انتظار گودو، دست آخر، آخرین نوار کراپ، و روزهای خوش. این نمایش‌ها، که اغلب، به‌درستی یا به‌غلط، به‌عنوان پیشگام در «تئاتر ابسورد» شناخته می‌شوند، با طنزی تلخ به مضامینی مشابه با مضامین اندیشمندان اگزیستانسیالیستِ تقریباً معاصر آن دوران می‌پردازند. اصطلاح «تئاتر ابسورد» را مارتین اسلین در کتابی به همین نام ابداع کرد؛ بکِت و گودو محورهای اصلی کتاب بودند. اسلین استدلال کرد که این نمایش‌ها تحقق مفهوم «ابسورد» از دیدگاه آلبر کامو بوده‌اند؛ این یکی از دلایلی است که بکِت اغلب به اشتباه به‌عنوان یک اگزیستانسیالیست برچسب می‌خورد (این برچسب بر اساس این فرض است که کامو اگزیستانسیالیست بوده است، درحالی‌که او در واقع از جنبش اگزیستانسیالیسم جدا شد و فلسفه‌ی خودش را بنا نهاد). اگرچه بسیاری از مضامین شبیه به هم هستند، اما بکِت تمایل چندانی به اگزیستانسیالیسم در کلیت نداشت.
به‌طور کلی، این نمایش‌ها به موضوع ناامیدی و اراده‌ی بقا علی‌رغم آن ناامیدی، در مواجهه با جهانی بی‌تفاوت و غیرقابل درک، می‌پردازند. کلمات نِل (یکی از دو شخصیتی در «دست آخر» که در سطل‌های زباله گیر افتاده‌اند و گاه‌به‌گاه سرشان را برای صحبت‌کردن بیرون می‌آورند) به بهترین نحو می‌توانند مضامین نمایش‌های دوره‌ی میانی بکِت را خلاصه کنند: «هیچی مضحک‌تر از بدبختی نیست، قبول. … آره، آره، مضحک‌ترین چیز توی دنیاست. و می‌خندیم، می‌خندیم، از همون اول، با اشتیاق می‌خندیم. ولی همیشه همونه. آره، عین قصه‌ی خنده‌داری که خیلی شنیدیمش و هنوز هم به نظرمون خنده‌داره، ولی دیگه بهش نمی‌خندیم.»
برجسته‌ترین دستاوردهای بکِت در نثر طی این دوره، سه رمان «مُلوی»، «مالون می‌میرد» و «ننامیدنی» بودند. در این رمان‌ها (که گاهی اوقات به‌عنوان یک «سه‌گانه» به آن‌ها اشاره می‌شود، هرچند این برخلاف خواسته‌ی صریح نویسنده است) نثر به‌طور فزاینده‌ای برهنه و ساده می‌شود. برای مثال، «مُلوی» هنوز بسیاری از ویژگی‌های یک رمان متعارف را حفظ کرده است (زمان، مکان، حرکت و پیرنگ) و از ساختار یک رمان کارآگاهی استفاده می‌کند. در «مالون می‌میرد»، حرکت و پیرنگ تا حد زیادی کنار گذاشته می‌شوند، هرچند هنوز نشانه‌هایی از مکان و گذر زمان وجود دارد؛ «عمل» کتاب به‌صورت یک تک‌گویی درونی است. در نهایت، در «ننامیدنی»، تقریباً تمام حس مکان و زمان از بین می‌رود و به‌نظر می‌رسد مضمون اصلی، درگیری بین میل صدا به ادامه‌ی صحبت برای ادامه‌ی وجود و تمایل تقریباً به همان اندازه قوی آن به سکوت و فراموشی باشد. با وجود دیدگاه رایج مبنی بر این‌که اثر بکِت، همان‌طور که رمان‌های این دوره نشان می‌دهند، اساساً بدبینانه است، اراده‌ی زندگی به‌نظر می‌رسد در پایان پیروز می‌شود؛ برای مثال، به جمله‌ی پایانی معروف «ننامیدنی» توجه کنید: «باید ادامه دهی، نمی‌توانم ادامه دهم، ادامه می‌دهم».
پس از این سه رمان، بکِت سال‌ها برای خلق یک اثر منثور داستانی تلاش کرد، تلاشی که با داستان‌های کوتاهِ «متن‌هایی برای هیچ» که بعداً جمع‌آوری شدند، مشهود است. بااین‌حال، در اواخر دهه‌ی ۱۹۵۰، او یکی از رادیکال‌ترین آثار منثورش را با نام «این‌طور است» خلق کرد. این اثر ماجراجویی‌های راویِ بی‌نامی را روایت می‌کند که درحالی‌که کیسه‌ای غذای کنسروشده را از پی خود می‌کشد، در گل‌ولای می‌غلتد. این اثر به‌صورت مجموعه‌ای از پاراگراف‌های بدون علامت سجاوندی به سبکی شبیه به تلگراف نوشته شده است: «شما جایی زنده هستید جایی در گستره‌ی وسیع زمان سپس تمام می‌شود شما دیگر آن‌جا نیستید دیگر زنده نیستید جز این‌که دوباره شما دوباره آن‌جا هستید دوباره زنده دوباره تمام نشده بود یک خطا شما دوباره شروع می‌کنید تقریباً در همان مکان یا در مکان دیگر مانند زمانی که تصویری دیگر در بالا در نور به هوش می‌آیید در بیمارستان در تاریکی». پس از این اثر، تقریباً یک دهه طول کشید تا بکِت اثری از نثر غیرداستانی خلق کند. «این‌طور است» به‌طور کلی به‌عنوان نقطه‌ی پایانی دوره‌ی میانی او به‌عنوان نویسنده در نظر گرفته می‌شود.

### دورهٔ پایانی
وقتش‭ ‬است‭ ‬بایستد

‭ ‬نشسته‭ ‬دم‭ ‬پنجره‌اش

آرام‭ ‬دم‭ ‬پنجره‌اش

تک‭ ‬پنجره‌اش

رو‭ ‬به‭ ‬پنجره‌های‭ ‬دیگر

تک‭ ‬پنجره‌های‭ ‬دیگر

همه‭ ‬چشم

همه‭ ‬سو

بالا‭ ‬و‭ ‬پایین

وقتش‭ ‬است‭ ‬بایستد

بریده‌ای از نمایش لالاتاب (1980)
در طول دهه‌ی ۱۹۶۰ و تا اواخر دهه‌ی ۱۹۷۰، آثار بکِت تمایل فزاینده‌ای به کوتاه‌شدن از خود نشان دادند؛ تمایلی که در بسیاری از آثارش در دهه‌ی ۱۹۵۰ نیز مشهود بود. این ویژگی باعث شده است که آثار او گاهی با عنوان «مینیمالیستی» توصیف شوند. نمونه‌ی افراطی این تمایل در آثار نمایشی او، قطعه‌ی «تنفس» در سال ۱۹۶۹ است که تنها ۳۵ ثانیه به طول می‌انجامد و هیچ شخصیتی ندارد (اگرچه به احتمال زیاد برای ارائه‌ی تفسیری کنایه‌آمیز درباره‌ی «اوه! کلکته!»، نمایشِ واریته‌ی تئاتری که این قطعه به‌عنوان مقدمه‌ای برای آن اجرا می‌شد، نوشته شده است).
در تئاتر دوره‌ی پایانی بکِت، شخصیت‌ها که در نمایش‌های اولیه کم‌تعداد بودند، به عناصر ضروری تقلیل داده شده‌اند. برای مثال، نمایش «بازی» با عنوانی کنایه‌آمیز، شامل سه شخصیت است که تا گردن در کوزه‌های تدفین بزرگی فرو رفته‌اند. درام تلویزیونی «هی جو» که برای جک مگورانِ بازیگر نوشته شده است، با یک دوربین که به‌طور مداوم روی صورت شخصیت اصلی زوم می‌کند جان می‌گیرد. نمایش «من نه»، به‌قول خود بکِت، تقریباً تنها از یک «دهانِ در حال حرکت با بقیه‌ی صحنه در تاریکی» تشکیل شده است.

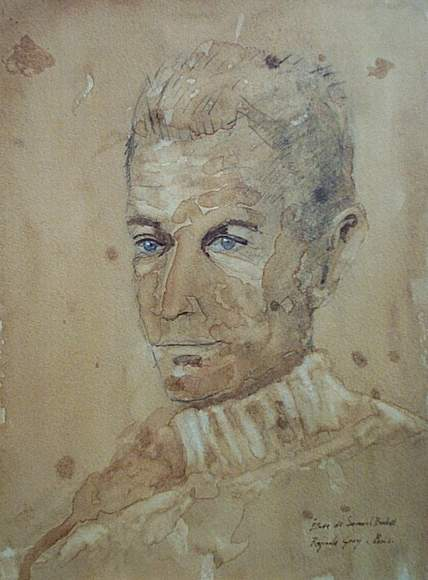
Portrait by Reginald Gray

در ادامه‌ی «آخرین نوار کراپ»، بسیاری از این نمایش‌های متأخر به کاوش درباره‌ی خاطره می‌پردازند، اغلب به‌شکل یادآوری اجباری رویدادهای آزارنده‌ی گذشته در لحظه‌ای از سکون در زمان حال. آن‌ها همچنین به مضمون محبوس‌شدگی و تحت‌نظربودن خود می‌پردازند، با صدایی که یا از بیرون به درون ذهن شخصیت اصلی می‌آید (مانند «هی جو») یا شخصیت دیگری به‌صورت خاموش، از طریق اشاره، شخصیت اصلی را مورد قضاوت قرار می‌دهد (مانند نمایش «من نه»). سیاسی‌ترین نمایش بکِت، «فاجعه»، که به واتسلاو هاول تقدیم شد، به‌نسبت صراحتاً به ایده‌ی دیکتاتوری می‌پردازد.
اشعار بکت، پس از دوره‌ی طولانی سکوت، در این دوره با اشعار فرانسوی بسیار کوتاه «mirlitonnades» احیا شدند، برخی از آن‌ها تنها شش کلمه طول دارند. این اشعار با وسواس همیشگی بکِت برای ترجمه‌ی آثارش از زبانی به زبان دیگر در تضاد بودند؛ نویسندگان متعددی از جمله درِک ماهون تلاش به ترجمه‌ی آن‌ها کرده‌اند، اما هیچ نسخه‌ی کاملی از این مجموعه به زبان انگلیسی منتشر نشده است.
سبک دوره‌ی پایانی بکِت، نشان‌دهنده‌ی تجربه‌ی او با فناوری برای خلق آثار فزاینده‌ی میان‌رشته‌ای بود. این نمونه‌ی برداشت از مجموعه‌ای از ابزارها و سبک‌های هنری (موسیقی کلاسیک، نقاشی، مجسمه‌سازی، تلویزیون و ادبیات) برای ایجاد یک فرم یا ژانر جدید و ابداعی، در نمایش‌های تلویزیونی او مشهود است. در آثاری مانند «سه‌نوازی اشباح» و «شب و رؤیاها»، بکِت از یک چارچوب موسیقایی (به‌ترتیب با الهام از قطعات بتهوون و شوبرت) ساختاربخشی به متن خود استفاده می‌کند و با به‌کارگیری تصاویر مشهور از تاریخ هنر، تصاویر ثابتی با قابلیت برانگیختن حس را خلق می‌کند که تم‌هایی مانند حسرت، ابهام، امید و رنج را القا می‌کنند. چنین تجربه‌ای با ژانر، موسیقی و هنرهای تجسمی، ویژگی کار بکِت را در دهه‌های ۱۹۷۰ و ۱۹۸۰ مشخص می‌کند.
آثار منثور بکِت در دوره‌ی پایانی به اندازه‌ی آثار نمایشی او پربار نبودند، همان‌طور که عنوان مجموعه داستان‌های کوتاه سال ۱۹۷۶، «فسّه‌ها» (که هنرمند آمریکایی جاسپر جانز آن را تصویرسازی کرد)، نشان می‌دهد. بکِت با رمان کوتاه «همدمی» (۱۹۸۰) تجدید حیاتی را تجربه کرد که با «بد دیده‌ی بد گفته» (۱۹۸۲) و «پیش به سوی بدترین» (۱۹۸۳) ادامه یافت و بعداً در یک مجموعه گردآوری شدند. در این سه اثر، بکِت دغدغه‌ی همیشگی‌اش درباره‌ی حافظه و تأثیر آن بر خودِ محبوس و تحت‌نظر، و همچنین درباره‌ی موقعیت بدن‌ها در فضا را ادامه داد، همان‌طور که عبارات آغازین «همدمی» به‌روشنی نشان می‌دهند: «صدایی در تاریکی به سراغ او می‌آید. تصور کنید.» «به سراغ کسی که به پشت روی زمین در تاریکی خوابیده است. او می‌تواند این را از فشار روی پشتش و از تغییر تاریکی وقتی چشم‌هایش را می‌بندد و دوباره باز می‌کند بفهمد. تنها بخش کوچکی از آن‌چه گفته می‌شود قابل تأیید است. مثلاً وقتی می‌شنود، تو به پشت روی زمین در تاریکی خوابیده‌ای. آن‌وقت باید درستیِ آن‌چه را گفته می‌شود بپذیرد.»
مضامین تنهایی و تمایل محکوم‌به‌شکست برای برقراری ارتباط موفق با سایر انسان‌ها در چند اثر متأخر، از جمله «همدمی» و نمایش «لالاتاب» بیان شده است.
در بیمارستان و آسایشگاهی که بکِت آخرین روزهایش را در آنجا گذراند، آخرین اثرش، شعر «چی است کلمه» (۱۹۸۸) را نوشت. این شعر با ناتوانی در یافتن کلماتی برای بیان خود دست‌وپنجه نرم می‌کند، مضمونی که با آثار قبلی بکِت همخوانی دارد، هرچند که احتمالاً به‌دلیل بیماری‌ای که در اواخر عمر تجربه کرد، تشدید شده است. 

## کتاب‌شناسی

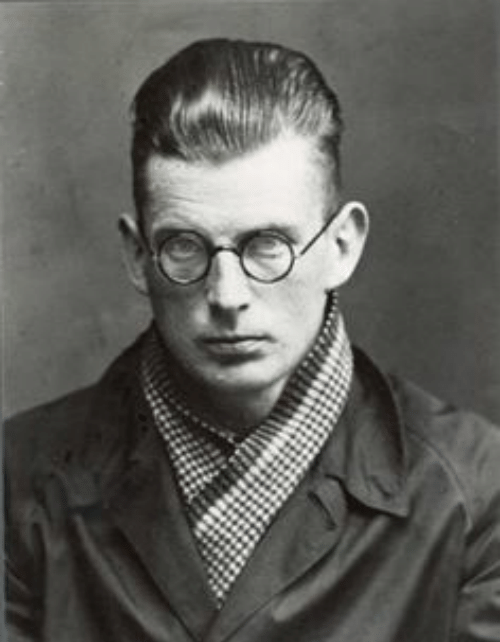
بکت در ۱۹۲۲

### نمایشنامه
- در انتظار گودو (۱۹۵۲) ترجمهٔ مهدی نوید (نشر چشمه)، ترجمهٔ نجف دریابندری (نشر کارنامه)
- دست آخر (۱۹۵۷)، ترجمهٔ مهدی نوید / ترجمهٔ نجف دریابندری (نشر کارنامه)
- آخرین نوار کراپ (۱۹۵۸)
- بازی (۱۹۶۳)
- من نه (۱۹۷۲)
- فاجعه (۱۹۸۲)
- چی کجا (۱۹۸۳)
- چرکنویس برای یک نمایشنامه ۱&۲ (۱۹۶۵)
- روزهای خوش(۱۹۶۰)
- همهٔ افتادگان (۱۹۵۷)، ترجمهٔ مراد فرهادپور و مهدی نوید (نشر نی)
- ... اما ابرها... (۱۹۷۶)، ترجمهٔ مهدی نوید (نشر چشمه)

### آثار منثور
- مِرفی (۱۹۳۸) ترجمه سهیل سمی/ انتشارات ققنوس
- وات (۱۹۴۵، انتشار ۱۹۵۳) ترجمه سهیل سمی، انتشارات ققنوس
- مُلوی (۱۹۵۱)، ترجمهٔ مهدی نوید (نشر چشمه) / سهیل سمی (نشر ثالث)
- مالون می‌میرد (۱۹۵۱)، ترجمهٔ مهدی نوید (نشر چشمه) / سهیل سمی (نشر ثالث)
- ننامیدنی / نام‌ناپذیر (۱۹۵۳)، ترجمهٔ مهدی نوید (نشر چشمه) / سهیل سمی (نشر ثالث)
- گم‌گشتگان
- متن‌هایی برای هیچ (۱۹۶۶)، ترجمهٔ علیرضا طاهری عراقی (نشر نی)
- فسّه‌ها (۱۹۷۶) ترجمهٔ مهدی نوید (نشر چشمه)
- مرسیه و کامیه (۱۹۴۶)، ترجمهٔ مهدی نوید (نشر چشمه) / پویان غفاری (نشر افراز)

### مصاحبه
- آخرین دیدار با ساموئل بکت. کامیابی مسک، احمد[۴۱]
- گفتگوهایی با ساموئل بکت، اوژن یونسکو، ژان لویی بارو. کامیابی مسک، احمد. انتشارات نمایش، تهران، ۱۳۸۱.[۴۲]

### اشعار
- هوروسکوپ / فال قحوه (۱۹۳۰)[۴۳]
- چی است کلمه